# Acrolophus hirsutivestita
Acrolophus hirsutivestita är en fjärilsart som beskrevs av Walsingham 1897. Acrolophus hirsutivestita ingår i släktet Acrolophus och familjen Acrolophidae. Inga underarter finns listade i Catalogue of Life.